# Plebania w Rajczy
Plebania w Rajczy – murowana plebania z 1894 roku w Rajczy w powiecie żywieckim, wpisana do rejestru zabytków nieruchomych województwa śląskiego.

## Historia

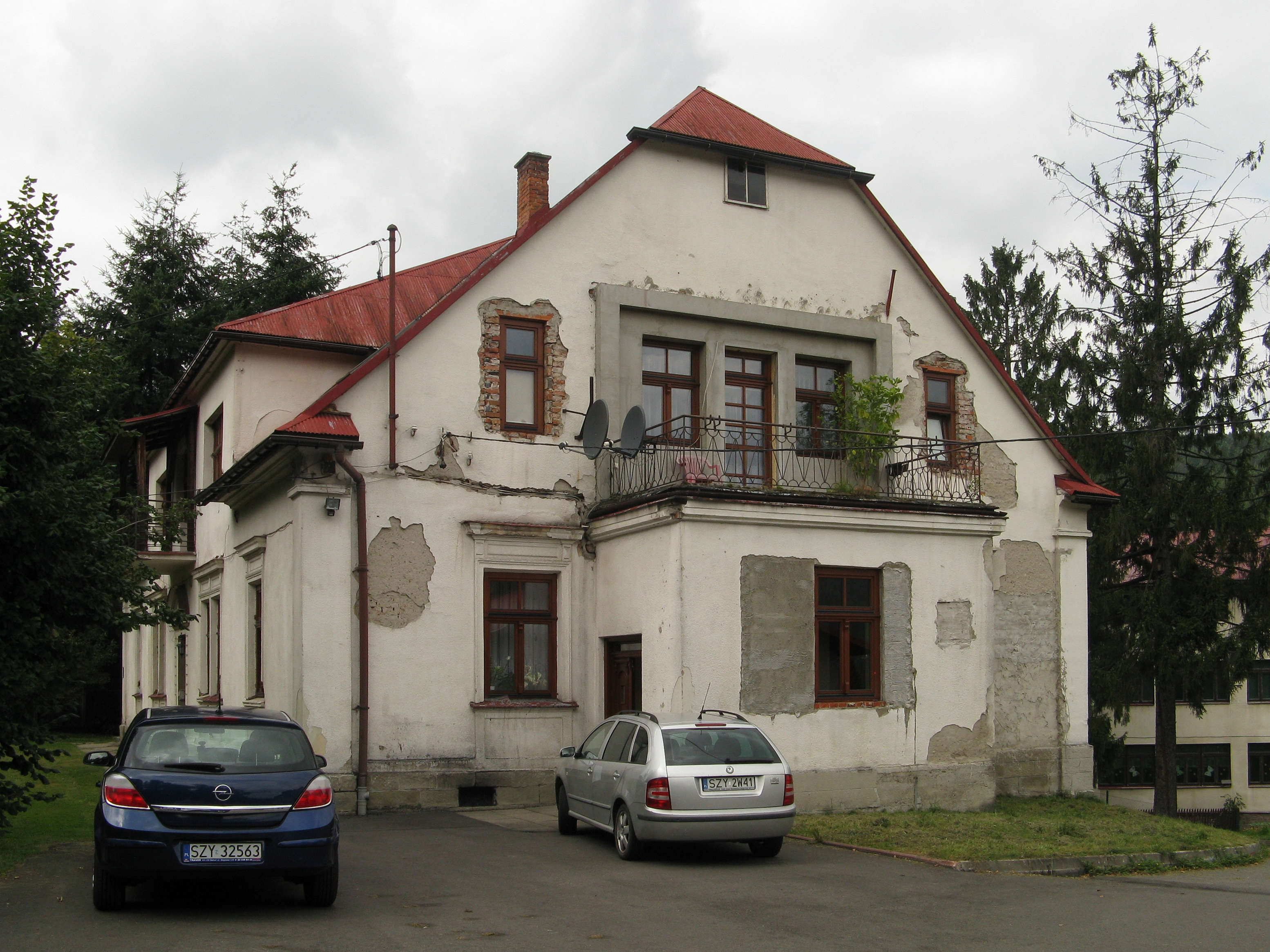
Widok z południowego wschodu przed remontem (2018)

Plebania była wybudowana w 1894 roku równolegle z kościołem św. Wawrzyńca i św. Kazimierza Królewicza w Rajczy w jego sąsiedztwie. Budynek remontowano w 1960 roku, podniesiono wówczas piętro, a na elewacji południowej wzniesiono mansardę. Następnie budynek przez wiele lat pozostawał w złym stanie, a dach został uszkodzony podczas pożaru. Plebania została wpisana do rejestru zabytków nieruchomych województwa bielskiego w 1989 roku wraz z kościołem. Około 2020–2021 roku (wykonawca remontu został wyłoniony 10 kwietnia 2020 roku) obiekt został wyremontowany w ramach polsko-słowackiego projektu województwa żylińskiego, przy wsparciu gminy Rajcza i rajczańskiej parafii, prace sfinansowano ze środków Europejskiego Funduszu Rozwoju Regionalnego w ramach Programu Interreg V-A Polska–Słowacja 2014-2020, a także budżetu państwa. 11 września 2021 roku biskup Roman Pindel otworzył salkę muzealną w plebanii. Salka prezentuje dzieje wizerunku Matki Bożej Kazimierzowskiej oraz sanktuarium w Rajczy, jest ona otwarta codziennie po wcześniejszym umówieniu telefonicznym.

## Architektura

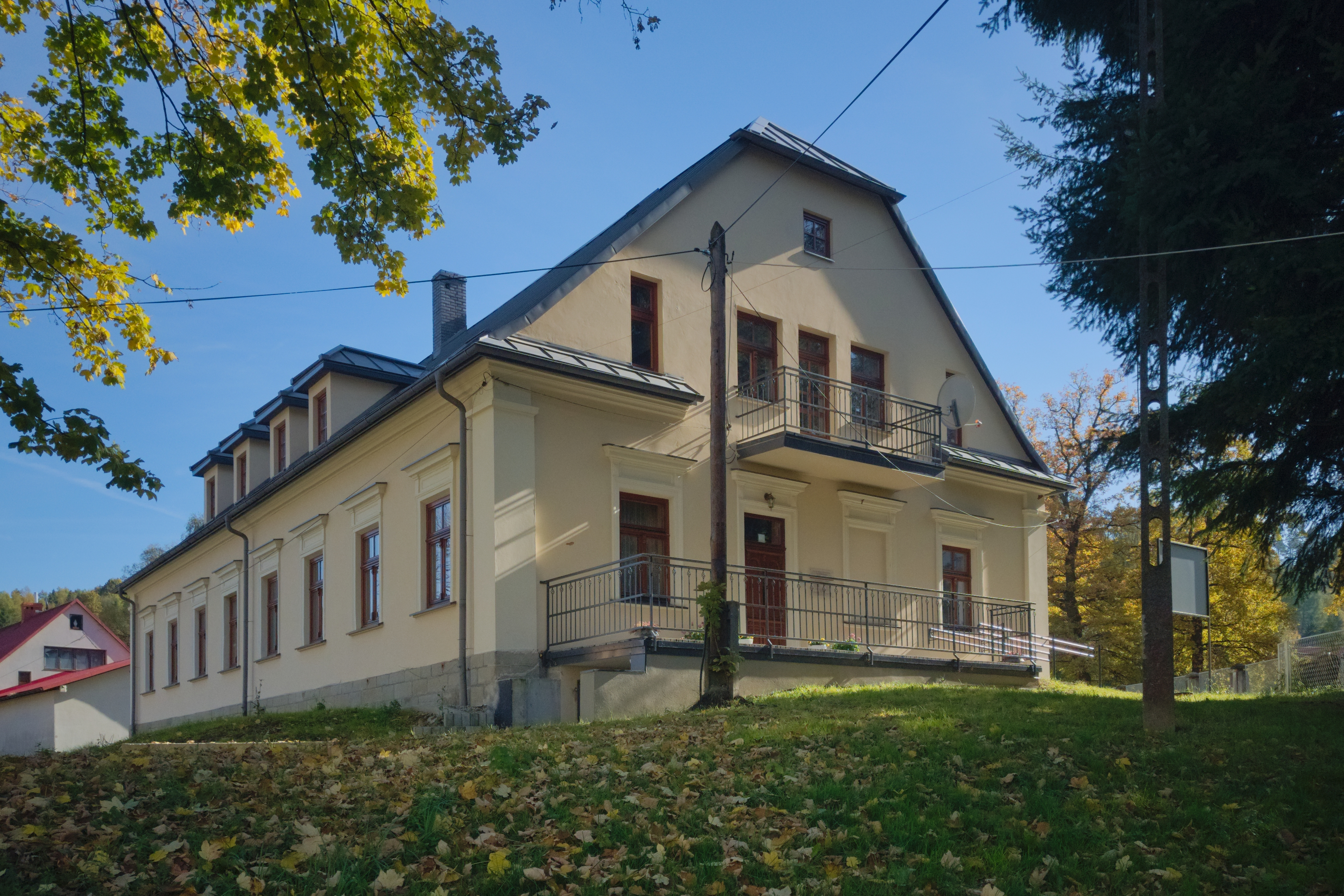
Widok z północnego zachodu (2021)

Plebania jest położona równolegle do kościoła w kierunku północno-wschodnim, na terenie z dużą różnicą wysokości, wynoszącą kilka metrów od strony północnej. Jest to budynek na rzucie prostokąta z gankiem od wschodu. Elewacje z gzymsami i pilastrami, pierwotnie pokryte jasnym tynkiem, otwory okienne otaczają dekoracyjne obramienia. Główne wejście znajduje się na elewacji południowej. Przez ganek prowadzi wejście gospodarcze, a od strony zachodniej znajduje się wejście do kancelarii poprzez taras. Budynek ma dwie kondygnacje naziemne, nieużytkowe poddasze oraz jest częściowo podpiwniczony, nakryty dachem dwuspadowym (kąt nachylenia połaci wynosi 43°) z mansardą od południa.
Powierzchnia zabudowy budynku wynosiła 349,47 m², kubatura wynosiła około 3400 m³, maksymalna wysokość obiektu do kalenicy dachu: 10,86 m (stan na 2012 rok).